# Marillion
Marillion er et skotsk/engelsk band, der spiller progressiv rock. Gruppen blev dannet i 1979 af Steve Rothery (guitar), Pete Trewavas (bas), Mark Kelly (keyboard), Mick Pointer og Derek William Dick (sanger), som primært kendes under navnet Fish. Mark Pointer blev erstattet af Ian Mosley i 1984. I 1988 gik Fish solo og blev erstattet af Steve Hogarth, også kendt under aliasset ’’h’’.
Marillion hed oprindeligt Silmarillion efter J.R.R.Tolkiens bog ’’Silmarillion’’, men forkortede navnet i 1980. Gruppens historie kan deles i perioden med henholdsvis Fish og Steve Hogarth som sanger.

## Perioden med Fish (1979-1987)
Sammen med Fish udgav Marillion fire studieplader. Gruppens musik var inspireret af andre progressive rockgrupper, ikke mindst Genesis og Pink Floyd. Fish, der var gruppens tekstforfatter, skrev ud fra sine personlige oplevelser, ikke mindst hans mislykkede kærlighedsforhold og problemer med alkoholisme. Pladen Clutching at Straws har således alkoholmisbrug som hovedtema, mens Misplaced Childhood handler om et menneske (Fish), der ikke kan finde sig selv som voksen på grund af en barsk barndom. Sidstnævnte plade, der regnes for en af rockhistoriens bedste konceptalbums[kilde mangler], blev en kritisk og salgsmæssigt kæmpesucces for gruppen. Sangen Kayleigh, der blev udvalgt til single og blev nr. 2 på den engelske hitliste, medførte i årene efter udgivelsen en kraftig stigning i antallet af pigebørn der blev døbt Kayleigh, Kaylee og andre variationer af navnet.

## Plader med Fish
- Script for a Jester's Tear (1983)
- Fugazi (1984)
- Misplaced Childhood (1985)
- Clutching at Straws (1987)

## Perioden med Steve Hogarth (1987-)
Da Fish brød med Marillion og gik solo, mente mange fans, at gruppens dage var talte. Imidlertid fandt Marillion frem til sangeren Steve Hogarth (tidligere The Europeans og How We Live) og har med ham nu udgivet 12 plader. Hogarth har overtaget Fishs rolle som gruppens tekstforfatter (nogen gange bistået af digteren John Helmer). Ligesom Fishs tekster – og i den progressive rocks tradition – handler disse tekster også om alvorlige eller underlige sider af livet, dog ikke med den personlige nerve, som Fish gav sine værker. Det betyder dog ikke, at Hogarth ikke har bidraget med spændende arbejder. Mest prominent er måske konceptalbummet ’’Brave’’ (1994), der er baseret på en autentisk historie om en ung piges selvmordsforsøg. Marillion har trods Fishs brud bevaret en usædvanlig hengiven fanskare, som har markeret sig ved at støtte gruppen økonomisk ved udgivelsen af Anoraknophobia og Marbles.

## Plader med Steve Hogarth
- Seasons End (1989)
- Holidays in Eden (1991)
- Brave (1994)
- Afraid of Sunlight (1995)
- This Strange Engine (1997)
- Radiation (1998)
- marillion.com (1999)
- Anoraknophobia (2001)
- Marbles (2004)
- Somewhere Else (2007)
- Happiness is the Road (2008)
- Less is More (2009)
- Sounds that can't be made (2012)
- F.E.A.R (2016)
- An Hour Before It's Dark (2022)